# Emile Rousseaux
Emile Rousseaux (ur. 3 kwietnia 1961) – belgijski siatkarz i trener. Grał na pozycji rozgrywającego. Od 2018 do 2024 roku był trenerem żeńskiej reprezentacji Francji.
Jego córka Hélène i syn Tomas uprawiają zawodowo siatkówkę. 

## Sukcesy zawodnicze

### klubowe
Mistrzostwo Belgii:
- 1992, 1993
- 1984, 1985

 Puchar CEV:
- 1985

Puchar Belgii:
- 1988

## Sukcesy trenerskie

### klubowe
Puchar Belgii:
- 2013, 2016, 2017, 2018

Mistrzostwo Belgii:
- 2013, 2014, 2015, 2016, 2017
- 2018

Superpuchar Belgii:
- 2013, 2014

### reprezentacyjne
Liga Europejska:
- 2022[4]